# خسوس فرانکو
خسوس فرانکو (اسپانیایی: Jesús Franco‎؛ ‏ ۱۲ مهٔ ۱۹۳۰ – ۲ آوریل ۲۰۱۳) کارگردان، فیلم‌نامه‌نویس، بازیگر و تهیه‌کننده اهل اسپانیا بود.
او در سال ۲۰۰۸ برنده جایزه گویای افتخاری شده‌است.

## گزیدهٔ فیلم‌شناسی
- انتقام بانوان تمساحی  (۲۰۱۲)
- آل پریرا در مقابل بانوان تمساحی  (۲۰۱۲)
- دخمهٔ لعنت‌شدگان ۱ و ۲ (۲۰۱۲)
- پائولا-پائولا (۲۰۱۰)
- شبح بیرون‌بر (۲۰۰۹)
- یک روز ناخوشایند در گورستان ۱ و ۲ (۲۰۰۸)
- مارینه (۲۰۰۵)
- گل‌های شور و شیدایی (۲۰۰۵)
- گل‌های کژراهی (۲۰۰۵)
- باربی‌های قاتل در مقابل دراکولا (۲۰۰۲)
- موج‌گیر جنایی: نحوهٔ ساخت فیلمی از خسوس فرانکو' (۲۰۰۲)
- اینکوبوس (۲۰۰۲)
- محل تلاقی خون‌آشام (۲۰۰۱)
- هلتر اسکلتر یا هرج‌و‌مرج (۲۰۰۰)
- هدف کور (۲۰۰۰)
- عروسک‌های شکسته (۱۹۹۹)
- ابریشم قرمز (۱۹۹۹)
- بلوز خون‌آشام (۱۹۹۹)
- جهنم مجازی دکتر وانگ (۱۹۹۹)
- شهوت فرانکنشتاین (۱۹۹۸)
- ماری کوکی و رتیل قاتل (۱۹۹۸)
- بدن لطیف (۱۹۹۷)
- باربی‌های قاتل (۱۹۹۶)
- التهاب هسته شهر (۱۹۹۴)
- تعقیب باربارا (۱۹۹۴)
- جنگلِ وحشت (۱۹۹۳)
- دون کیشوت (۱۹۹۲)
- سقوط عقاب‌ها (۱۹۸۹)
- خلیج زمرد (۱۹۸۹)
- مأموریت شوم (۱۹۸۸)
- بی‌چهره (۱۹۸۸)
- کماندو منگله یا فرشتهٔ مرگ (۱۹۸۷)
- مأموریت پنهان (۱۹۸۷)
- گروه بیبا (۱۹۸۷)
- فالو کرست (۱۹۸۷)
- فولاستیا (۱۹۸۷)
- دختران تاناگا (۱۹۸۷)
- ایدز: طاعون قرن ۲۰ (۱۹۸۶)
- مصیبت های بودای چشم‌گشته (۱۹۸۶)
- داستان براگوتا (۱۹۸۶)
- تله‌پورنو (۱۹۸۶)
- بردگان جُرم (۱۹۸۶)
- دختری با لب‌های قرمز (۱۹۸۶)
- آمازونی‌های معبد طلایی (۱۹۸۶)
- بدن‌نما و تماشاگر (۱۹۸۶)
- برای دختران، شیر گرم (۱۹۸۶)
- قضیب‌لیس‌ها (۱۹۸۶)
- بازی در میان سوت‌ها جریان دارد (۱۹۸۵)
- سوتی برای سه‌نفر (۱۹۸۵)
- آخرین فیلیپینی‌ها (۱۹۸۵)
- پستانک لولو (۱۹۸۵)
- چشمک لولو (۱۹۸۵)
- کرگدن سفید (۱۹۸۵)
- بردهٔ سفید (۱۹۸۵)
- سفر به بانکوک، با تابوت (۱۹۸۵)
- بانکوک: قرداد با مرگ (۱۹۸۵)
- خلیج سفید (۱۹۸۵)
- صدای مرگ (۱۹۸۴)
- دکتر اورلوف بدشگون (۱۹۸۴)
- قاتل جوراب‌های سیاه می‌پوشد (۱۹۸۴)
- بازی کثیف در کازابلانکا (۱۹۸۴)
- یک جاسوس چقدر می‌ارزد (۱۹۸۴)
- خط باسنی برای دو نفر (۱۹۸۴)
- جادهٔ تنهایی (۱۹۸۴)
- خون بر روی کفش‌هایم (۱۹۸۴)
- خانهٔ زنان گمشده (۱۹۸۳)
- به‌تنهایی در مقابل وحشت (۱۹۸۳)
- اعترافات صمیمی یک بدن‌نما (۱۹۸۳)
- در شب هزار سکس رخ می‌دهد (۱۹۸۳)
- داستان سکسی او (۱۹۸۳)
- محلهٔ چینی‌ها (۱۹۸۳)
- در جستجوی اژدهای طلایی (۱۹۸۳)
- هتل معاشقه (۱۹۸۳)
- اسکارلت (۱۹۸۳)
- چکمهٔ مشکی، شلاق چرمی (۱۹۸۳)
- شب روابط جنسی آزاد (۱۹۸۳)
- ماکومبا سکسی (۱۹۸۳)
- لیلیان، باکرهٔ منحرف (۱۹۸۳)
- بلوز پاپ استریت (۱۹۸۳)
- انتقام در خاندان آشر (۱۹۸۳)
- گنجینهٔ الههٔ سفید (۱۹۸۳)
- خشم در مناطق استوایی (۱۹۸۲)
- عمارت مردگان زنده (۱۹۸۲)
- ناله‌های لذت (۱۹۸۲)
- سایهٔ جودوکا در مقابل دکتر وانگ (۱۹۸۲)
- عیاشی‌های اعتراف‌ناپذیر امانوئل (۱۹۸۲)
- آبادی زامبی‌ها در دل کویر (۱۹۸۲)
- دریاچهٔ باکره‌گان (۱۹۸۲)
- جنون آزارگری (۱۹۸۱)
- ماه خونین (۱۹۸۱)
- انحرافات جنسی یک زن متأهل (۱۹۸۱)
- سکس، احمقانه است (۱۹۸۱)
- خوفناکی آدم‌خوار (۱۹۸۱)
- دختری با شورت شفاف (۱۹۸۱)
- جزیرهٔ باکره‌‌ها (۱۹۸۱)
- بلوغ (۱۹۸۰)
- دو جاسوس زن با شورت گل‌دار (۱۹۸۰)
- اَبَرساحره‌های عریان ریو آموره (۱۹۸۰)
- شکارچی اهریمن (۱۹۸۰)
- دنیای آدم‌خواران (۱۹۸۰)
- خاطرات فتنه‌انگیز اوژنی (۱۹۸۰)
- سمفونی شهوانی (۱۹۸۰)
- سوسک طلایی (۱۹۷۹)
- سادیست نوتر دام (۱۹۷۹)
- دختران کوکاکابانا (۱۹۷۹)
- همه جا را به آتش می‌کشم (۱۹۷۹)
- همگی این‌کاره‌اند (۱۹۷۹)
- شرق برلین (۱۹۷۸)
- زنان نابخطا (۱۹۷۸)
- کوکتل ویژه (۱۹۷۸)
- ندای الههٔ موطلایی (۱۹۷۷)
- اردوگاه عشق (۱۹۷۷)
- بلو ریتا (۱۹۷۷)
- زنان زندانی بند ۹ (۱۹۷۷)
- ایلسا، رئیس نابکار زندان (۱۹۷۷)
- نامه‌های عاشقانه یک راهبه پرتغالی (۱۹۷۷)
- دو خواهر شریر (۱۹۷۷)
- دور دنیا در ۸۰ تخت‌خواب (۱۹۷۷)
- مرا ببوس، آدمکش (۱۹۷۷)
- گرتا، قصاب بی‌رحم (۱۹۷۶)
- جک قاتل (۱۹۷۶)
- پوست سفید، ران تیره (۱۹۷۶)
- سکوت قبر (۱۹۷۶)
- زنان در قفس طلایی (۱۹۷۶)
- دردسرسازان (۱۹۷۶)
- سکس درخشان (۱۹۷۶)
- کاروان زنان (۱۹۷۶)
- جشن شبانه (۱۹۷۶)
- ماندینگا (۱۹۷۶)
- برده‌ها (۱۹۷۵)
- دختران شب‌کار (۱۹۷۵)
- تصویر دوریان گری (۱۹۷۵)
- داون‌تاون: عروسک‌های عریان دنیای زیرزمینی (۱۹۷۵)
- مردی از گویان (۱۹۷۵)
- زنان پشت میله‌های زندان (۱۹۷۵)
- باکره‌ای برای سنت تروپز (۱۹۷۵)
- زندان زنان (۱۹۷۵)
- زن خون‌آشام(۱۹۷۵)
- سکسی‌ترین مرد جهان (۱۹۷۵)
- نشاط‌آفرینان (۱۹۷۵)
- شب‌های داغ لیندا (۱۹۷۵)
- درندگان نوتردام (۱۹۷۵)
- لورنا جن‌گیر  (۱۹۷۴)
- سلستین ، مستخدمه‌ای در خدمت شما  (۱۹۷۴)
- نقاب زورو (۱۹۷۴)
- شب قاتلان (۱۹۷۴)
- آن سوی آینه (۱۹۷۴)
- بهره‌برداری‌های شهوانی ماچیسته در آتلانتیس (۱۹۷۴)
- یوکا (۱۹۷۴) - [ماچیسته در برابر ملکه آمازون]
- کنتس منحرف (۱۹۷۴)
- لذت سه‌نفره (۱۹۷۴)
- امانوئل لطیف و هرزه (۱۹۷۳)
- آن سوی آینه (۱۹۷۳)
- خاطرات خصوصی یک بیش‌فعالی جنسی (۱۹۷۳)
- باکره‌ای میان مردگان زنده (۱۹۷۳)
- اوژنی دو ساد (۱۹۷۳)
- دیوها (۱۹۷۳)
- نفرین فرانکنشتاین (۱۹۷۳)
- چشمان شیطانی دکتر اورلوف (۱۹۷۳)
- معمای قلعهٔ سرخ (۱۹۷۲)
- جنبندگان (۱۹۷۲)
- کاپیتان ۱۵ساله (۱۹۷۲)
- عشاق جزیرهٔ شیطان (۱۹۷۲)
- هشدار اسکاتلندیارد: ۶ قتل بدون قاتل! (۱۹۷۲)
- دختر دراکولا (۱۹۷۲)
- دراکولا، زندانی فرانکنشتاین (۱۹۷۲)
- سه زن عریان در جزیرهٔ رابینسون (۱۹۷۲)
- معمای سکس (۱۹۷۲)
- انتقام دکتر مابوزه (۱۹۷۲)
- انتقام‌گیرنده مرگِ سوهو (۱۹۷۲)
- گزارش بکارت (۱۹۷۲)
- کابوس‌ها شب‌هنگام زاده می‌شوند (۱۹۷۱)
- شیطان از آکاساوا آمد (۱۹۷۱)
- او با شور و هیجان کشت (۱۹۷۱)
- لزبین‌های خون‌آشام (۱۹۷۱)
- ایکس ۳۱۲ - پرواز به جهنم (۱۹۷۱)
- آزمایش‌های شهوانی فرانکنشتاین (۱۹۷۱)
- ژولیت (۱۹۷۰)
- کنت دراکولا (۱۹۷۰)
- قاضی خونخوار (۱۹۷۰)
- دو ساد ۷۰ (۱۹۷۰)
- کابوس شب‌ها رخ می‌دهد (۱۹۷۰)
- دختری از ریو (۱۹۶۹)
- ۹۹ زن (۱۹۶۹)
- ژوستینِ مارکی دوساد (۱۹۶۹)
- ژوستین و مصائب پاکدامنی (۱۹۶۹)
- ونوس خزپوش (۱۹۶۹)
- ماجراهای دو زیبارو (۱۹۶۹)
- قلعه فو مانچو (۱۹۶۹)
- تبار فو مانچو (۱۹۶۸)
- حوا (۱۹۶۸)
- سوکوبوس (۱۹۶۸)
- در قلعهٔ شهوت خونین (۱۹۶۷)
- لب‌های سرخ سادیتروتیکا (۱۹۶۷)
- مرا ببوس هیولا (۱۹۶۷)
- لاکی مرموز (۱۹۶۷)
- اقامتگاه جاسوسان (۱۹۶۶)
- حمله روبات‌ها (۱۹۶۶)
- جاسوسی در لیسبون (۱۹۶۵)
- دکتر زد شیطان‌صفت (۱۹۶۵)
- ناقوس شب (۱۹۶۵)
- جزیرهٔ گنج (۱۹۶۵)
- راز دکتر اورلوف (۱۹۶۴)
- آوای بلوز مرگ (۱۹۶۴)
- سیاحت عجیب (۱۹۶۴)
- ریفیفی در شهر (۱۹۶۳)
- جاگوار (۱۹۶۳)
- چالش پرتلاطم (۱۹۶۳)
- دست مردی مرده (۱۹۶۲)
- انتقام زورو (۱۹۶۲)
- فریادهایی در تاریکی (۱۹۶۲)
- خون‌آشام‌های ۱۹۳۰ (۱۹۶۱)
- ملکه باشگاه تابارن (۱۹۶۰)
- لب‌های سرخ (۱۹۶۰)
- ما هجده ساله‌ایم (۱۹۵۹)
- ماه تابستانی (۱۹۵۹)
- درخت اسپانیا (۱۹۵۷)
- فولانو و منگانو (۱۹۵۷)
- نغمهٔ مرموز (۱۹۵۶)
- ترس (۱۹۵۶)
- کایوت (۱۹۵۶) - [به کارگردانی خواکین لوئیس رومرو مارچنت]
- کایوت (۱۹۵۵) - [به کارگردانی فرناندو سولر و خواکین لوئیس رومرو مارچنت]